# Miniopterus shortridgei
Miniopterus shortridgei — вид ссавців родини лиликових.

## Проживання, поведінка
Країна поширення: Індонезія, Тимор-Лешті.

## Загрози та охорона
Загрози для цього виду не відомі. Поки не відомо, чи вид присутній в будь-якій з охоронних територій.